# Gostuša
Gostuša (izvirno srbsko Гостуша) je naselje v Srbiji, ki upravno spada pod Občino Pirot; slednja pa je del Pirotskega upravnega okraja.

## Demografija
V naselju živi 136 polnoletnih prebivalcev, pri čemer je njihova povprečna starost 58,2 let (54,2 pri moških in 63,4 pri ženskah). Naselje ima 59 gospodinjstev, pri čemer je povprečno število članov na gospodinjstvo 2,36.
To naselje je popolnoma srbsko (glede na rezultate popisa iz leta 2002), a v času zadnjih treh popisov je opazno zmanjšanje števila prebivalcev.
|  |

| Demografija | Demografija     | Demografija     |
| Leto        | Št. prebivalcev | Št. prebivalcev |
| ----------- | --------------- | --------------- |
|             |                 |                 |
|             |                 |                 |
|             |                 |                 |
|             |                 |                 |
| 1948        | 1308            |                 |
| 1953        | 1144            |                 |
| 1961        | 1050            |                 |
| 1971        | 787             |                 |
| 1981        | 533             |                 |
| 1991        | 269             | 263             |
| 2002        | 139             | 139             |
|             |                 |                 |

| Etnična sestava po popisu iz leta 2002 | Etnična sestava po popisu iz leta 2002 | Etnična sestava po popisu iz leta 2002 | Etnična sestava po popisu iz leta 2002 | Etnična sestava po popisu iz leta 2002 |
| -------------------------------------- | -------------------------------------- | -------------------------------------- | -------------------------------------- | -------------------------------------- |
| Srbi                                   | Srbi                                   |                                        | 139                                    | 100,0%                                 |
| Neznano                                | Neznano                                |                                        | 0                                      | 0,0%                                   |